# Сидоренко Ксенія Володимирівна
Ксе́нія Володи́мирівна Сидоре́нко (нар. 2 липня 1986, Харків, Україна) — українська спортсменка, що виступає в синхронному плаванні, бронзова призерка літніх Олімпійських ігор 2020 року. Срібна та бронзова призерка чемпіонатів світу з водних видів спорту (2017). Багаторазова чемпіонка та призерка чемпіонатів Європи з водних видів спорту.

## Виступи на Олімпіадах
| Олімпіада           | Дисципліна | Місце |
| ------------------- | ---------- | ----- |
| Пекін 2008          | дует       | 8     |
| Лондон 2012         | дует       | 6     |
| Ріо-де-Жанейро 2016 | групи      | 4     |
| Токіо 2020          | групи      | 3     |

## Державні нагороди
- Орден княгині Ольги III ст. (16 серпня 2021) — За досягнення високих спортивних результатів на ХХХІІ літніх Олімпійських іграх в місті Токіо (Японія), виявлені самовідданість та волю до перемоги, утвердження міжнародного авторитету України.[1]